# Rhyncomya perisi
Rhyncomya perisi är en tvåvingeart som beskrevs av Andy Z. Lehrer 1978. Rhyncomya perisi ingår i släktet Rhyncomya och familjen Rhiniidae.
Artens utbredningsområde är Spanien. Inga underarter finns listade i Catalogue of Life.